# آه خدای من
آه الههٔ من! (ژاپنی: ああっ女神さまっ هپبورن: Aa! Megami-sama)} یک مجموعه مانگای ژاپنی به طراحی و نوشته کوسکه فوجیشیما است که بین سال‌های ۱۹۸۸ تا ۲۰۱۴ (به مدت ۲۶ سال) در مجله ماهنامه افترنون به چاپ می‌رسید.